# Герб Калинополя
Герб Калинополя — офіційний символ селища Калинопіль.  Автори герба: художники герба Кияніченко Василь Леонідович і Кияніченко Валентина Миколаївна, випускники Львівського інституту прикладного та і декоративного мистецтва. 

## Опис
Герб являє собою геральдичний символ, площа якого розділена на три поля з щитком в центрі. В цілому герб відображає історичне минуле краю і сьогодення. Головне місце в гербі займає сонце на чистому блакитному небі – символ тепла, миру і спокою. Під сонцем на білій стрічці напис КАТЕРІНОПІЛЬ. У центрі герба знаходиться почесна фігура – щиток з древнім гербом XVIII століття.
Ліва частина герба – малинового кольору з фігурою запорожця козака, як символ історичного факту входження Калниболотського куреня до складу військової структури Запорізької Січі. Права частина – золотистого кольору. Сніп зернових культур опоясується стрічкою національних кольорів – як символ землеробства. Основного роду занять і виробництва, символ добробуту і достатку. У нижній частині герба – стрічка з написом дати самого раннього письмової згадки про селище “.

## Історія
Архівні документи свідчать: Щоб прихилити мешканців Калниболота на свій бік, польський король Станіслав Авґуст Понятовський 30 квітня 1792 року вдруге надав містечку привілей, згідно з яким воно одержало право вільної торгівлі, а також герб: зображення зубра на синьому полі.